# VWS-cahiers
VWS-cahiers was een uitgavenreeks (1966-2014) van de Vereniging van West-Vlaamse Schrijvers (VWS) over auteurs die afkomstig zijn uit de provincie West-Vlaanderen of er hun literaire wortels hebben gevonden. Elk cahier bestudeert op 16, 24 of 48 bladzijden een romancier, dichter, filosoof, politicus, wetenschapper, liedschrijver, jeugd- en/of kinderauteur met telkens een inleidend essay, een bloemlezing, illustraties, eventueel een handschrift en een uitgebreide bibliografie. De opeenvolgende redacteurs van de cahiers waren Raf Seys, Hendrik Carette, Christiaan Germonpré en Koen D'haene. 
Zo werd een bibliotheek samengesteld van de West-Vlaamse letteren. Het werk is niet voltooid maar werd stopgezet nadat de Vlaamse regering de culturele bevoegdheid aan de provincies had ontnomen en de West-Vlaamse subsidie voor de VWS-cahiers hierdoor verdween.
Vanaf 2015 werden de 'Cahiers' en de 'Monografieën' opgevolgd door een 'Jaarboek', waarin naast auteursportretten diepgravende essays over aan de actualiteit gebonden thema's zijn opgenomen, evenals recensies, opvallende biografieën, opmerkelijke schrijfplannen, markante literaire gebeurtenissen. 

## De 283 VWS-cahiers
Naast het onderwerp staat telkens tussen haakjes de auteur van het desbetreffende cahier. Elf cahiers werden aan algemene thema's gewijd.
1966
- 1 - Marcel Matthijs (Fernand Bonneure)
- 2 - Raymond Brulez (Paul de Wispelaere)
- 3 - Michiel de Swaen (Raf Seys)
- 4 - Portretten van West-Vlaamse schrijvers (Raf Seys)

1967
- 5 - Jan Vercammen (Remi Van de Moortel)
- 6 - Marcel Van de Velde (Alain de Caluwé)
- 7 - Jan Moritoen (Klaas Hanzen Heeroma)
- 8 - Karel de Gheldere (Raf Seys)
- 9 - Hervé Stalpaert (Walter Giraldo)
- 10 - Daan Inghelram (Jack Verstappen)

1968
- 11 - Jules Van Ackere (Marcel Boereboom)
- 12 - Ferdinand Vercnocke (Jan D'Haese)
- 13 - Raymond Herreman (Pieter G. Buckinx)
- 14 - Rafaël Debevere (Jozef Deleu)
- 15 - Maria Doolaeghe (Raf Seys)
- 16 - Portretten van West-Vlaamse schrijvers (Raf Seys)

1969
- 17 - Eugeen van Oye (Jan Westenbroek)
- 18 - Staf Weyts (Fernand Bonneure)
- 19 - Karel Jonckheere (André Demedts)
- 20 - Jan Schepens (Raf Seys)
- 21 - Jacob van Maerlant (Lucien Dendooven)
- 22 - Luc Van Brabant (Vic Uyttebroeck)

1970
- 23 - Caesar Gezelle (Frans De Vleeschouwer)
- 24 - Jean-Marie Gantois (André Demedts)
- 25 - Ary Sleeks (Raf Seys)
- 26 - Omer Karel De Laey (Jan Deloof)
- 27 - Gaston Duribreux (Paul Hardy)
- 28 - Cyriel Verschaeve (Jaak de Meester)

1971
- 29 - Antoon Viaene (Jozef Geldhof)
- 30 - Urbain Van de Voorde (Albe)
- 31 - Maurits Sabbe (Jan Schepens)
- 32 - Stijn Streuvels (Jo Gisekin)
- 33 - Willem Denys (Raf Seys)
- 34 - Karel van Mander (Raf Seys & J.Strosse)

1972
- 35 - Jeanne Van de Putte (Ria Scarphout)
- 36 - Hugo Verriest (André Demedts)
- 37 - Gabriëlle Demedts (Arthur Verthé)
- 38 - Lieve Van Damme (Daan Inghelram)
- 39 - F.R. Boschvogel (Remi Braeckevelt)
- 40 - Maria Petyt (Ward Corsmit)

1973
- 41 - Gustaaf Vermeersch (Frans Leclair)
- 42 - Achiel Van Acker (Richard Declerck)
- 43 - Roger Fieuw (Fernand Bonneure)
- 44 - Daan Boens (Raf Seys)
- 45 - Lucien Dendooven (Raf Seys)
- 46 - R.C. Gitsberg (F.R. Boschvogel)

1974
- 47 - Frank Baur (Karel De Clerck)
- 48 - Delfien van Haute (Roger Vanhaute)
- 49 - Jos De Smet (Hervé Stalpaert)
- 50 - Norbert Edgard Fonteyne (Fernand Bonneure)
- 51 - Fred Germonprez (Joost Strosse)
- 52 - Stephanie Verzele-Madeleyn (Luc van Brabant)

1975
- 53 - René De Clercq (Koen Hulpiau)
- 54 - Karel Van Wijnendaele (Herwig Verleyen)
- 55 - Herman Bossier (Willem Bossier)
- 56 - Jos Janssen (Roger Arteel)
- 57-58 - Van W. Vanbeselaere tot M. Vanhalewijn (Raf Seys)

1976
- 59 - Pieter Cauwe (K. Porteman)
- 60 - André Demedts (Remi Van de Moortel)
- 61 - Abraham Hans (Carmen Schepens-Maerten)
- 62 - Hendrik Conscience (Joost Vanbrussel)
- 63 - Juul Callewaert (Herwig Verleyen)
- 64 - Johan Hendrik van Dale (Raymond Willemyns)

1977
- 65 - Marcel Coole (Willy Spillebeen)
- 66 - Karel Lodewijk Grimminck (Karel Berquin)
- 67 - Karel van den Abeele (Aug. Keersmaekers)
- 68 - Edward Vermeulen (Marcel Vermeulen)
- 69 - Guido Gezelle (Karel De Busschere)
- 70 - David De Simpel (Jozef Huyghebaert)

1978
- 71 - Ward Vervarcke (Raf Seys)
- 72 - Eduard de Dene (Alain de Caluwé)
- 73 - Kamiel Top (Roger Pieters]
- 74 - Louis Sourie (Fernand Bonneure)
- 75 - André Louf-Decramer (Raf Seys)
- 76 - Edward Peeters - Paul Kiroul (Jan Vercammen)

1979
- 77 - René Despicht (Raf Seys)
- 78 - Pieter Joost de Borchgrave (Willy Muylaert)
- 79 - Willem Frans Tanghe (Raf Seys)
- 80 - Willem Pée (Magda Devos)
- 81 - Willem Putman - Jean du Parc (Valère Verfaillie)
- 82 - Wilfried Vancraeynest (Gwij Mandelinck)

1980
- 83 - Albrecht Rodenbach (Michiel De Bruyne)
- 84 - Jack Verstappen (Elie E. Balduck)
- 85 - Ferdinand Snellaert (Jaak Van Bergen)
- 86 - Anthonis de Roovere (André Batselier)
- 87 - Kamiel de Vleeschauwer (Palmer Ruysschaert)
- 88 - Alfons Van Hee (Raf Seys)

1981
- 89 - Eugeen Mattelaer (Fred Germonprez)
- 90 - Remy De Muynck (Renaat Ramon)
- 91 - Arthur Coussens (Romain Vanlandschoot)
- 92 - André Gerard Christiaens (Willy Spillebeen)
- 93 - Paul Snoek (Herwig Leus)
- 94 - Medard Verleye (Alain de Caluwe)

1982
- 95 - Herman Van Snick (Roger Pieters)
- 96 - August Vanhoutte (Fernand Bonneure)
- 97 - Provinciale prijzen tot 1982 (Ludo Valcke)
- 98-99 - Van Patricia Lasoen tot Rudy Geldhof
- 100 - Raf Seys (Fernand Bonneure)

1983
- 101 - Fernand Bonneure (Renaat Ramon)
- 102 - Karel De Wolf (Fernand Etienne)
- 103 - Lodewijk Van Haecke (Renaat Ramon)
- 104 - Lieven Rens (Rudolf Van de Perre)
- 105 - Joris Declercq (Elie E. Balduck)
- 106 - August Geldhof (Jooris van Hulle)

1984
- 107 - Christine D'haen (Hendrik Carette)
- 108 - Ferdinand Verbiest (Roger A. Blondeau)
- 109 - Huib Hoste (Jaak Fontier)
- 110 - Maria Vlamijnck (Yvo J.D. Peeters)
- 111 - Willem Weydts (Roland Willemyns)
- 112 - Egied I. Strubbe (Jan van der Hoeven)

1985
- 113 - Roger Pieters (Jooris van Hulle)
- 114 - Victor Vervloet (Marcel Vanslembrouck)
- 115 - André Claeys (Hendrik Carette)
- 116 - Jacques Fieuws (Fernand Bonneure)
- 117 - Bert Bijnens (Raf Seys)
- 118 - Mark Braet (Jan van der Hoeven)

1986
- 119 - Gerard Soete (Jooris van Hulle)
- 120 - Jan Vandamme (Marnix R.A. Coppens)
- 121 - Upnophanes/ Gustaf De Lescluze (Leo Simoens)
- 122 - Gery Florizoone (Marcel Vanslembrouck)
- 123 - Jaak Fontier (Renaat Ramon)
- 124 - Felix Dalle (Christiaan Germonpré)

1987
- 125 - Luc Verbeke (Pieter Jan Verstraete)
- 126 - Antoon Vander Plaetse (Joost Strosse)
- 127 - Jan Boschmans (Christiaan Germonpré)

1988
- 128 - Aquilin Janssens de Bisthoven (Jaak Fontier)
- 129 - Fernand Florizoone (Marcel Vanslembrouck)
- 130 - Georges Van Acker (John Heuzel)
- 131 - Marie-Jo Gobron (Jan van der Hoeven)
- 132 - Marcel Boey (Yvo J.D. Peeters)
- 133 - Gustaaf Hendrik Flamen (Pieter Jan Verstraete)

1989
- 134 - André Velghe (Thierry Deleu)
- 135 - Paul Brondeel (Jooris van Hulle)
- 136 - Johan Ballegeer (Elie E. Balduck)
- 137 - Walther Vanbeselaere (Jaak Fontier)
- 138 - Marthe McKenna (Christian Vandenbroucke)
- 139 - Ferdinand Vercnocke (Michiel De Bruyne)

1990
- 140 - Jozef Geldhof (Pieter Jan Verstraete)
- 141 - Oswald Valcmar (Julien Vermeulen)
- 142 - Roger-A. Blondeau (Elie E. Balduck)
- 143 - Godgaf Dalle (Jan Van Acker)
- 144 - Simon Stevin (Jacques Mertens)
- 145 - Bert Dewilde (Joost Strosse)

1991
- 146 - Leo Bittremieux (Julien Vermeulen)
- 147 - Gust. Vermeille (Marcel Vanslembrouck)
- 148 - Luc Schepens (Frans Van Campenhout)
- 149 - Juul Filliaert (Chris Weymeis)
- 150 - Jessy Marijn (Christiaan Germonpré)
- 151 - Gaston Vandewoude (Pieter Jan Verstraete)

1992
- 152 - Arthur Verthé (Julien Vermeulen)
- 153 - Eduard Trips (Willy P. Dezutter)
- 154 - Domien Cracco (Michiel De Bruyne)
- 155 - Jan Palfijn (José Van Laere)
- 156 - Leopold Slosse (Jean Marie Lermyte)
- 157 - Michiel De Bruyne (Niklaas Maddens)

1993
- 158 - Geert Bekaert (Jaak Fontier)
- 159 - Edgard Muylle (Pieter Jan Verstraete)
- 160 - Louis Demey (Renaat Ramon)
- 161 - Leonard Lodewijk De Bo (Roland Willemyns)
- 162 - Fernand Handtpoorter (Marc Dejonckheere)
- 163 - Adolf Duclos (Fernand Bonneure)

1994
- 164 - Marcel van Maele (Roel R. Van Londersele)
- 165 - Piet Thomas (Julien Vermeulen)
- 166 - Rita Demeester (Jooris van Hulle)
- 167 - Guillaume Michiels (Willy P. Dezutter)
- 168 - Valère Arickx (Lucien Van Acker)
- 169 - Clem Schouwenaars (Lionel Deflo)

1995
- 170 - Godfried Danneels (Raoul M. De Puydt)
- 171 - Frans Delbeke (Michiel De Bruyne)
- 172 - Thomas Van Loo (Renaat Ramon)
- 173 - Frans Jozef Blieck (Christiaan Germonpré)
- 174 - Jan De Cuyper (Niklaas Maddens)
- 175 - Pieter Jan Renier (Pieter Jan Verstraete)

1996
- 176 - Henri Pauwels (R. De Puydt)
- 177 - Emiel Lauwers (Karel Platteau)
- 178 - Ludo Abicht (Johan De Roey)
- 179 - Walter Haesaert (Hugo Brems)

1997
- 180 - Fernand Lambrecht (Renaat Ramon)
- 181 - Anne Provoost (Marita De Sterck)
- 182 - Hedwig Speliers (Jean-Marie Maes)
- 183 - Romain Van Eenoo (Jan Van der Hoeven)

1998
- 184 - Theodoor Sevens (Achilles M. Surinx)
- 185 - Bart Moeyaert (Rita Ghesquiere)
- 186 - Michel Cloet (Raoul M. de Puydt)
- 187 - Axel Bouts (Jooris van Hulle)
- 188 - Romain Vanlandschoot (Pieter Jan Verstraete)
- 189 - Herman Leenders (Frans De Schoemaeker)

1999
- 190 - Jan-Baptist Hofman (Renaat Ramon)
- 191 - Gezelle diverse gedichten
- 192 - Katrien Seynaeve (Jan Van Coillie)
- 193 - Karel De Busschere (Raf Seys)
- 194 - Albert De Jonghe (Pieter Jan Verstraete))
- 195 - Renaat Ramon (Alain Delmotte))

2000
- 196 - Lionel Deflo (Willy Spillebeen)
- 197 - Herman Sabbe (Jan van der Hoeven)
- 198 - Sylvia Vanden Heede (Jan Van Coillie)
- 199 - Gentil Theodoor Antheunis (Marcel Vanslembrouck)
- 200 - Hugo Claus (Georges Wildemeersch)
- 201 - Lia Timmermans (Julien Vermeulen)

2001
- 202 - Elisabeth Marain (Jooris van Hulle)
- 203 - Pieter Lansens (Raf Seys)
- 204 - Jozef Deleu (Anne Marie Musschoot)
- 205 - Pieter Aspe (Jooris van Hulle)
- 206 - Karel M. De Lille (Pieter Jan Verstraete)
- 207 - Johan Sonneville (Renaat Ramon)

2002
- 208 - Thierry Deleu (Guy Van Hoof)
- 209 - Henri De Hoon (Raoul M. de Puydt)
- 210 - Marc Dangin (Christiaan Germonpré)
- 211 - Peter Verhelst (Jef Ector)
- 212 - Patrick Lagrou (Jet Marchau)
- 213 - Christiaan Germonpré (Julien Vermeulen)

2003
- 214 - Achiel Stubbe (Jaak Fontier)
- 215 - Hendrik Carette (Renaat Ramon)
- 216 - Joris Denoo (Julien Vermeulen)
- 217 - Luuk Gruwez (Willy Spillebeen)
- 218 - Marcel Vanslembrouck (Christiaan Germonpré)
- 219 - Patrick Lateur (Jooris van Hulle)

2004
- 220 - Karel Verleyen (Jet Marchau)
- 221 - Pierre Dyserinck (Fernand Bonneure)
- 222 - Edgard De Bruyne (Jaak Fontier)
- 223 - Raoul de Puijdt (Edith Oeyen & Anne Six)
- 224 - Frans Deschoemaeker (Alain Delmotte)
- 225 - Bert Popelier (Renaat Ramon)

2005
- 226 - Hervé J. Casier (Raoul M. de Puydt)
- 227 - Paul Vanderschaeghe (J. van der Hoeven & J. Van Hulle)
- 228 - August de Maere (Renaat Ramon)
- 229 - Hedwig Verlinde (Lionel Deflo)
- 230 - Gaby Gyselen (Fernand Bonneure)
- 231 - Geschreven Tijd (Renaat Ramon)

2006
- 232 - Geert De Kockere (Jan Van Coillie)
- 233 - Dries Masure (Raf Seys)
- 234 - Jooris Van Hulle (Renaat Ramon)
- 235 - Brigitte Minne (Jet Marchau)
- 236 - Herman Leys (Jooris van Hulle)
- 237 - Paul Debrabandere (Niklaas Maddens)

2007
- 238 - Etienne Vermeersch (Ludo Abicht)
- 239 - Germain Droogenbroodt (Christiaan Germonpré)
- 240 - Gilbert Coghe (A. Delmotte & P. Aspeslagh)
- 241 - Jan van Coillie (Jet Marchau)
- 242 - Geert Van Maele (Fernand Bonneure)
- 243 - Ernest Warlop (Niklaas Maddens)

2008
- 244 - Marcel Minnaert (Jaak Fontier)
- 245 - Lut de Block (Jooris van Hulle]
- 246 - Frans Debrabandere (Luc Decorte)
- 247 - Roland Willemyns (Wim Vandenbussche)
- 248 - Willy Schuyesmans (Jet Marchau)
- 249 - Petrus Plancius (Koen D'haene)
- 250-251 - Jubileumnummer Historiek VWS

2009
- 252 - August De Nolf (Marcel Vanslembrouck)
- 253 - Magda Castelein (Paul Rigolle)
- 254 - Herman J. Claeys (Renaat Ramon)
- 255 - Johny Van Tegenbos (Lionel Deflo)

2010
- 256 - Lieve Hoet (Jet Marchau)
- 257 - Georges van Vrekhem (Roger Arteel)
- 258 - Roland Desnerck (Jooris van Hulle)
- 259 - Willy Coolsaet (Luc Vanneste)
- 260 - Willem Vermandere (Hedwig Speliers)
- 261 - Achilles M. Surinx (Alain Delmotte)

2011
- 262 - Daniel Van Hecke (Johan Debruyne)
- 263 - Jan Deloof (John Heuzel)
- 264 - Kristien Dieltiens (Jet Marchau)
- 265 - Roger Verkarre (Fien Devos)
- 266 - Patrick Cornillie (Paul Rigolle)
- 267 - Caleidoscoop van de West-Vlaamse letteren

2012
- 268 - Filip Vanluchene (Roger Arteel)
- 269 - Eric Derluyn (Ann Marcoen)
- 270 - Frank Adam (Jooris van Hulle]
- 271 - Toon Vanlaere (Alain Delmotte)
- 272 - Jean-Marie Lermyte (Jacques Viaene)
- 273 - Luc Devoldere (Cyrille Offermans)

2013
- 274 - Katrien Vervaele (Koen D'haene)
- 275 - Stefaan Top (Ludo Valcke)
- 276 - Valentin Vermeersch (Willy Le Loup)
- 277-278 - Een brief uit De Panne (F. Bonneure)

2014
- 279 - Mariette Vanhalewijn (Jet Marchau)
- 280 - Johan Cosaert (Marc Peire)
- 281 - Ludwig Alene (Dirk Dauw)
- 282 - Philip Hoorne (Paul Rigolle)
- 283 - Willy Van den Bussche (Willy Le Loup)